# شيريدان مورايس
شيريدان مورايس (بالإنجليزية: Sheridan Morais)‏ مواليد 11 مارس 1985 في جوهانسبرغ، هو متسابق دراجات نارية جنوب أفريقي. نافس في بطولة العالم للسوبربايك وبطولة العالم للسوبرسبورت.

## روابط خارجية
- شيريدان مورايس على موقع MotoGP.com (الإنجليزية)
- شيريدان مورايس على موقع WorldSBK.com (الإنجليزية)